# Estação Ferroviária de Cête
A Estação Ferroviária de Cete (nome gabitualmente grafado pelos gestores e operadores ferrovários como "Cête" mesmo após 1945, e até 1911 grafado como "Cette") é uma interface da Linha do Douro, que serve a localidade de Cete, no Distrito do Porto, em Portugal.

## Descrição

### Localização e acessos
Situa-se na localidade de Cete, com acesso pela Rua António Pinto Lopes. A sua existência (junto com a das interfaces vizinhas de Terronhas, Trancoso, Recarei-Sobreira, e Parada) contribui para que as deslocações pendulares intermunicipais no sul do concelho de Paredes superem as intramunicipais.:p.90,102

### Infraestrutura
Em 2022, a estação dispunha de três vias de circulação, com 409, 426 e 347 m de comprimento; as três plataformas tinham entre 326 e 231 m de extensão e uma altura de 90 cm. O edifício de passageiros situa-se do lado noroeste da via (lado esquerdo do sentido ascendente, para Barca d’Alva).

### Serviços
Esta interface é servida pelos comboios urbanos da Divisão do Porto da transportadora Comboios de Portugal. Em dados de 2023, esta interface é servida por comboios de passageiros da C.P. de tipo urbano no serviço “Linha do Marco”, com 18 circulações diárias em cada sentido entre Porto-São Bento e Penafiel, e mais 17 entre aquela estação e Marco de Canaveses, bem como uma circulação diária em cada sentido do serviço regional entre Porto-São Bento e Régua.

## História

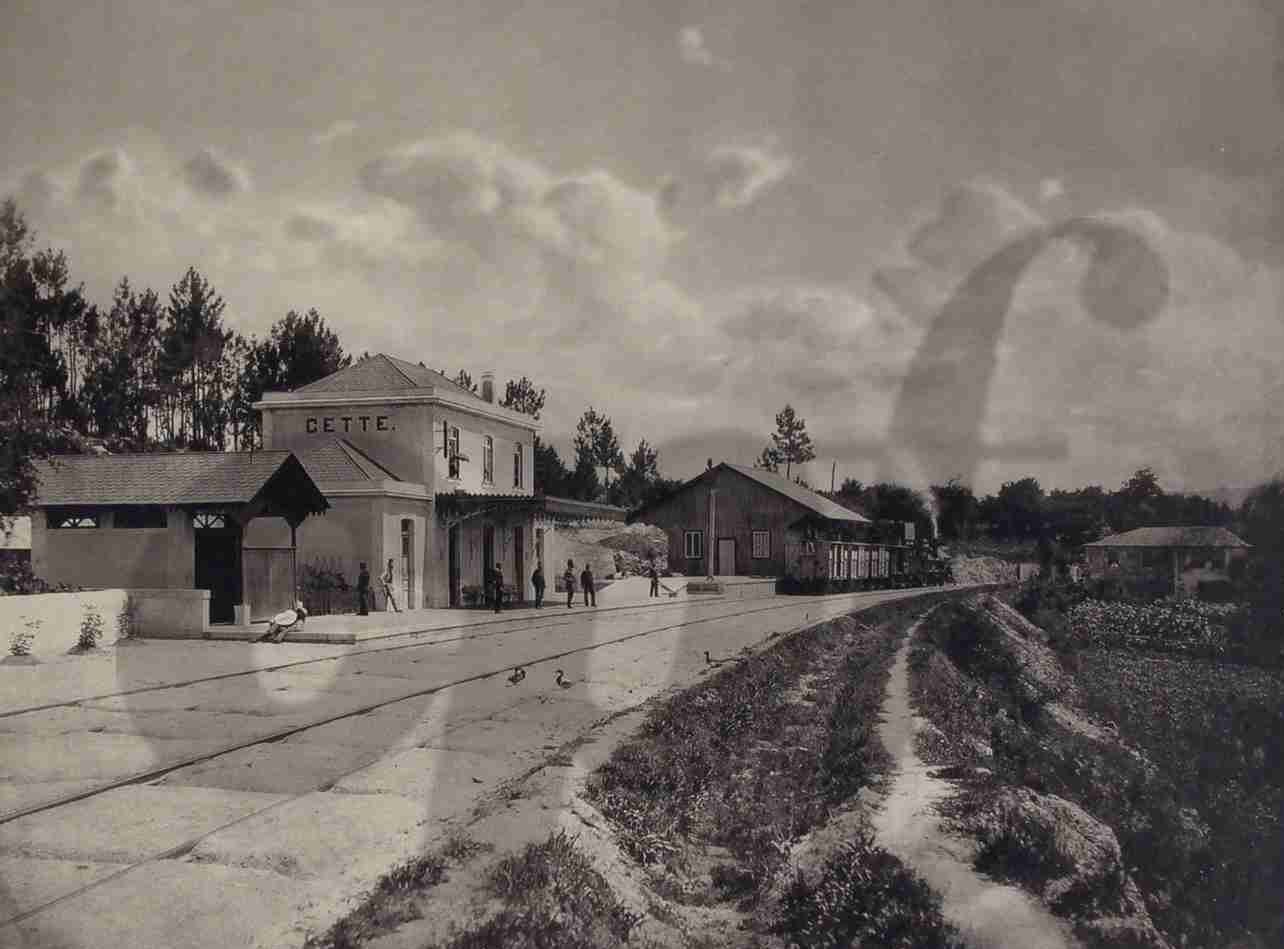
A estação de Cete em finais da década de 1880.

Esta interface encontra-se no troço entre Ermesinde e Penafiel da Linha do Douro, que abriu à exploração em 30 de Julho de 1875, fazendo parte do elenco inicial de interfaces deste troço.
Em 1902, era denominada de Cette. Em 1913, era utilizada por serviços de diligências até às Termas de São Vicente, Entre-os-Rios, Calçada, Curveira, Greire, Ponte das Cabras, Ribeira, Sobrado de Paiva, Catapeixe, Torre e Várzea.
Na década de 1990, a empresa Caminhos de Ferro Portugueses iniciou um programa de modernização dos caminhos de ferro suburbanos da cidade do Porto, que incluiu o lanço entre Ermesinde e Marco de Canaveses da Linha do Douro. Esta intervenção incluiu a instalação de novos equipamentos de sinalização, a reconstrução das estações e apeadeiros, e a remodelação e electrificação da via férrea. Em Setembro de 1995, foi consignada a empreitada de remodelação do lanço entre esta estação e Valongo, e iniciou-se a elaboração do projecto para a remodelação no lanço seguinte, até Caíde, tendo o correspondente estudo prévio sido terminado em Dezembro desse ano. Uma das principais finalidades destas intervenções foi a redução dos tempos de percurso dos comboios, prevendo-se então que a viagem desde esta estação até ao Porto seria reduzida de 49 para 34 minutos. Desta forma, poderia ser criado um conjunto de serviços suburbanos com origem e destino na cidade do Porto, nas horas de ponta da manhã e da tarde, e que poderiam terminar nesta estação, em Penafiel ou em Marco de Canaveses.
Os melhoramentos introduzidos no virar do século (décadas de 1990 a 2020), nomeadamente de duplicação e eletrificação da via, têm aumentado localmente a atratividade do meio ferroviário para as deslocações de passageiros.:p.124

Em dados de 2010, a estação dispunha de três vias de circulação, com 409, 421 e 342 m de comprimento; as plataformas tinham 318 e 228 m de extensão, e uma altura de 70 cm. — valores mais tarde ampliados para os atuais.